# Приключения Чиполлино
«Приключе́ния Чиполли́но» (итал. «Le avventure di Cipollino») — сказка итальянского писателя Джанни Родари.
Персонажи сказки — овощи и фрукты: сапожник Виноградинка, кум Тыква, девочка Редиска, мальчик Вишенка и другие. Главный персонаж — мальчик-луковка Чиполлино, который борется против притеснений бедняков со стороны богачей — синьора Помидора, принца Лимона и других.
Изначально Чиполлино и другие герои сказки появились в серии рассказов «L’orto ortolano e Il frutteto musicale» (Огород и музыкальный сад) в журнале «Vie nuove». Затем Родари, проводя отпуск в Гаджо-ди-Пьяно, в доме крестьянина Армандо Малагоди, написал несколько стихотворений для детского журнала итальянской компартии «Il Pioniere», который он возглавлял. В этих стихах вновь появились Чиполлино и компания, а иллюстрации к ним нарисовал карикатурист Рауль Вердини, который в дальнейшем проиллюстрировал оригинальное издание сказки.
Сказка была издана в 1951 году издательством «Edizioni di Cultura Sociale» под названием «Il romanzo di Cipollino» (Роман о Чиполлино). В 1952 году писатель, под псевдонимом «Giampiccolo», выпустил короткий рассказ, не связанный со сказкой, «Cipollino e le bolle di sapone» (Чиполлино и мыльные пузыри). В 1957 году сказка вышла вторым изданием и приобрела окончательное название.

## Сюжет
Отца Чиполлино — старого Чиполлоне — сажают в тюрьму за то, что он нечаянно наступил на мозоль принцу Лимону. Чиполлино обещает освободить отца из тюрьмы, для чего уходит из дома и путешествует по стране, где правят принц Лимон и графини Вишни.
Он вступает в конфликт с кавалером Помидором — управляющим графинь, и приобретает новых друзей, с помощью которых в конечном счете одерживает верх над синьором Помидором, принцем и графинями.

## Персонажи
| Персонаж                                          | Оригинальное имя                   | Описание |
| Главные герои                                     | Главные герои                      | Главные герои |
| ------------------------------------------------- | ---------------------------------- | --- |
| Чиполлино                                         | Cipollino                          | Мальчик-луковка и главный герой сказки. |
| Чиполлоне                                         | Cipollone                          | Отец Чиполлино. Арестован за «покушение» на принца Лимона, так как наступил ему на мозоль.                                                            |
| Принц Лимон                                       | Il Principe Limone                 | Правитель страны, где происходят события. |
| Синьор Помидор                                    | Il Cavalier Pomodoro               | Управитель и эконом графинь Вишен. Главный враг Чиполлино и главный антагонист повествования.                                                         |
| Земляничка                                        | Fragoletta                         | Служанка в замке графинь Вишен. Подружка Вишенки и Чиполлино. Лучшая подруга Редиски                                                                  |
| Виконт Вишенка                                    | Il Visconte del Ciliegino          | Племянник графинь Вишен и друг Чиполлино. |
| Редиска                                           | Ravanella                          | Деревенская девочка, подружка Чиполлино. |
| Жители деревни, принадлежавшей графиням Вишням    |                                    | |
| Виконтесса Вишенка                                | La Viscontessa del Ciliegino       | Сестра виконта Вишенки, племянница графин Вишень и подружка Чиполлино                                                                                 |
| Кум Тыква                                         | Sor Zucchina                       | Друг Чиполлино. Старик, который построил себе домик настолько маленький, что едва в нём помещался.                                                    |
| Мастер Виноградинка                               | Mastro Uvetta                      | Сапожник и друг Чиполлино. |
| Горошек                                           | Sor Pisello                        | Деревенский адвокат и подручный кавалера Помидора. |
| Профессор Груша                                   | Pero Pera                          | Скрипач и друг Чиполлино. |
| Лук Порей                                         | Pirro Porro                        | Огородник и друг Чиполлино. Носил усы настолько длинные, что его жена использовала их в качестве верёвок для сушки белья.                             |
| Кума Тыквочка                                     | Sora Zucca                         | Родственница кума Тыквы. |
| Фасоль                                            | Fagiolone                          | Тряпичник. Вынужден был катать на своей тачке брюхо барона Апельсина.                                                                                 |
| Фасолинка                                         | Fagiolino                          | Сын тряпичника Фасоли и друг Чиполлино. |
| Картошечка                                        | Patatina                           | Деревенская девочка. |
| Томатик                                           | Tomatino                           | Деревенский мальчик. |
| Обитатели замка графинь Вишен                     |                                    | |
| Графини Вишни Старшая и Младшая                   | Le Contesse del Ciliegio           | Богатые помещицы, которым принадлежит деревня, где проживают друзья Чиполлино.                                                                        |
| Мастино                                           | Mastino                            | Сторожевой пёс графинь Вишен. |
| Барон Апельсин                                    | Il Barone Melarancia               | Двоюродный брат покойного мужа синьоры графини Старшей. Ужасный обжора.                                                                               |
| Герцог Мандарин                                   | Il Duchino Mandarino               | Двоюродный брат покойного мужа синьоры графини Младшей, шантажист и вымогатель.                                                                       |
| Петрушка                                          | Don Prezzemolo                     | Домашний учитель графа Вишенки. |
| Мистер Моркоу                                     | Mister Carotino                    | Иностранный сыщик. |
| Держи-Хватай                                      | Segugio                            | Собака-ищейка мистера Моркоу. |
| Доктора, лечившие графа Вишенку                   |                                    | |
| Мухомор                                           | Fungosecco                         | |
| Черёмуха                                          | Nespolino                          | |
| Артишок                                           | Carciofo                           | |
| Салато-Шпинато                                    | Il professor Delle Lattughe        | |
| Каштан                                            | Marrone                            | «Его называли доктором бедняков, потому что он прописывал больным очень мало лекарств и платил за лекарства из собственного кармана».                 |
| Другие персонажи                                  |                                    | |
| Лимоны, Лимонишки, Лимончики                      | I Limoni, i Limonacci, i Limoncini | Соответственно свита, генералы и солдаты принца Лимона.                                                                                               |
| Огурцы                                            | I cetrioli                         | В стране Чиполлино они заменяли лошадей. |
| Тысяченожки                                       |                                    | |
| Кум Черника                                       | Il sor Mirtillo                    | Друг Чиполлино. Проживал в лесу, где охранял домик кума Тыквы.                                                                                        |
| Генерал Мышь-Долгохвост (впоследствии Бесхвостый) |                                    | Главнокомандующий армии мышей, водившихся в тюрьме.                                                                                                   |
| Крот                                              | La Talpa                           | Друг Чиполлино. Помогал мальчику освобождать заключённых.                                                                                             |
| Кот                                               |                                    | Был арестован по ошибке, и в камере объелся мышами.                                                                                                   |
| Медведь                                           | L’Orso                             | Друг Чиполлино, которому мальчик помогал освобождать родителей из зоопарка.                                                                           |
| Слон                                              | L’Elefante                         | Обитатель зоопарка и «старый индийский философ». Помог Чиполлино освободить медведей.                                                                 |
| Сторож зоопарка                                   |                                    | |
| Попугай                                           | Il Pappagallo                      | Обитатель зоопарка. Повторял в искажённом варианте всё, что слышит.                                                                                   |
| Обезьяна                                          |                                    | Обитательница зоопарка, в клетке которой Чиполлино был вынужден просидеть два дня.                                                                    |
| Тюлень                                            | La Foca                            | Обитатель зоопарка. Крайне вредное существо, из-за которого Чиполлино попал в клетку.                                                                 |
| Дровосек                                          |                                    | |
| Хромоног                                          | Ragno Zoppo                        | Паук и тюремный почтальон. Хромает из-за радикулита, развившегося вследствие долгого нахождения в сырости. Склёван курицей.                           |
| Семь с половиной                                  | Sette e mezzo                      | Паук и родственник паука Хромонога. Половину восьмой лапки он потерял при столкновении со щёткой.                                                     |
| Воробей                                           |                                    | Полицейский для насекомых. |
| Горожане                                          |                                    | |
| Крестьяне                                         |                                    | |
| Лесные воры                                       |                                    | Звонили в колокольчик кума Черники, чтобы собственными глазами убедиться в том, что красть у него нечего, и тем не менее не уходили с пустыми руками. |
| Дворцовые слуги                                   |                                    | |
| Тюремные мыши                                     |                                    | Армия генерала Долгохвоста |

## Сказка в СССР (России)

### Издания на русском языке
В 1954 году в СССР Государственным издательством детской литературы была издана книга с пьесой «Приключения Чиполлино» в переводе В. Булимова и Г. Малахова.
В СССР на русском языке повесть-сказка наиболее широкую известность получила в переводе Златы Потаповой под редакцией Самуила Маршака, первое издание которого с иллюстрациями художника В. Сутеева было осуществлено издательством Детгиз в 1955 году. Также известны издания с иллюстрациями художников В. Гальбы (Лениздат, 1958), И. Маликова (Свердловское книжное издательство, 1959), И. Бруни (издательство «Детский мир», 1961), В. Чижикова (издательство «Малыш», 1982), Ю. Зайцева (Детская литература, 1983), Г. Александровой и Д. Скорикова (Дальневосточное книжное издательство, 1988), Е. Мигунова.
В 1956 году в СССР издательством «Советский художник» была издана серия почтовых открыток с иллюстрациями художника Е. Галея.

### Экранизации
- 1959 — «Ровно в три пятнадцать…» — музыкальная сказка-шутка с участием Чиполлино и других членов клуба весёлых человечков.[1]

- 1961 — «Чиполлино» — мультфильм студии «Союзмультфильм»
- 1964 — «Чиполлино» — советский диафильм чёрно-белый, односерийный
- 1964 — «Чиполлино» — советский диафильм цветной, в двух частях[2]
- 1973 — «Чиполлино» — советско-итальянская музыкальная кинокомедия

### Аудиопостановки
- 1962 — «Приключения Чиполлино» — грампластинка. Композиция З. Потаповой и С. Богомазова, музыка Н. Пейко. Оркестр под управлением В. Ширинского. Всесоюзная фирма грамзаписи «Мелодия».

### Театральные постановки
- 1974 — Чиполлино — балет в трёх действиях, мировая премьера в Киевском государственном академическом театре оперы и балета имени Тараса Шевченко, композитор — Карен Хачатурян, либретто Геннадия Рыхлова, хореограф-постановщик — Генрих Майоров, художник Алла Кириченко, дирижёр Константин Ерёменко[3].
- 1977 — Чиполлино — балет в трёх действиях, премьера в Большом театре, композитор — Карен Хачатурян, либретто — Геннадий Рыхлов, хореограф-постановщик Генрих Майоров, художник Валерий Левенталь, дирижёр Александр Копылов.
- 2019 — спектакль «#рябчиковжуй #новыдержитесь», интерпретация «Чиполлино» Центра театрального искусства Александра Таттари[4]